# Арсеній (Тимофєєв)
Єпи́скоп Арсе́ній (світське ім'я Аполло́н Петро́вич Тимофє́єв (рос. Аполло́н Петро́вич Тимофе́ев), при народженні Аліхан-бек-мурза; 28 листопада [10 грудня] 1865, Санкт-Петербург — 12 [25] лютого 1865, Москва) — єпископ Російської православної церкви, єпископ Омський і Павлодарський.

## Біографія
Народився в Санкт-Петербурзі в сім'ї підданого Османської імперії. Після смерті батька прийняв російське підданство, перебуваючи під опікою Імператора Олександра ІІ. Був охрещений у православ'я з нареченням імені Аполлон, а по батькові й прізвище отримав від хрещеного батька — Петра Івановича Тимофєєва.
Закінчив Імператорський Гатчинський сирітський інститут, після чого вступив до Санкт-Петербурзької духовної академії.
У 1890 році закінчив курс академії, того ж року його було пострижено у чернецтво та рукоположенням надано сан ієромонаха. Було призначено членом Російської духовної місії в Японії. До Японії прибув того ж року разом з ієромонахом Сергієм (Страгородським).
У 1893 році, після повернення до Росії, призначений інспектором Холмської духовної семінарії.
13–15 листопада 1896 року призначений ректором Вологодської семінарії зі зведенням у сан архімандрита.
У 1897 році переведений на посаду настоятеля церкви при Імператорському посольстві в Афінах.
У 1900 році призначений членом Санкт-Петербурзького духовного цензурного комітету.
У 1902 році відбулася його хіротонія в єпископа Володимир-Волинського, першого вікарія Волинської єпархії.
1902 року нагороджений орденом Святої Анни II ступеня, а в 1905 році — орденом Святого Володимира III ступеня.
З 25 серпня 1906 року — єпископ Сарапульський, другий вікарій Вятської єпархії.
21 січня 1909 року призначений керівником Астраханського Іоанно-Предтеченського монастиря з правами настоятеля.
8 вересня 1910 року, за рішенням Святішого Синоду, в Астраханській єпархії було засноване Царевське вікаріатство, і першим єпископом Царевським став Арсеній. Розташування вікаріатства мало особливе місіонерське значення, оскільки територія Царевського єпархіального округу була значною мірою населена сектантами, а також казахами-мусульманами.
28 липня 1911 року, згідно з визначенням Святішого Синоду, його було переведено на Кінешемську кафедру як вікарія Костромської єпархії.
30 липня 1914 року було видано розпорядження про його призначення на кафедру владущого єпископа Омського і Павлодарського. 4 червня 1915 року вийшов на спокій.
Помер 12 лютого 1917 року в Москві. Похований у Новодівочому монастирі..